# Cantón de Luynes
El cantón de Luynes era una división administrativa francesa, que estaba situada en el departamento de Indre y Loira y la región de Centro-Valle de Loira.

## Composición
El cantón estaba formado por cinco comunas:
- Fondettes
- Luynes
- La Membrolle-sur-Choisille
- Mettray
- Saint-Étienne-de-Chigny

## Supresión del cantón de Luynes
En aplicación del Decreto nº 2014-179 de 18 de febrero de 2014, el cantón de Luynes fue suprimido el 22 de marzo de 2015 y sus 5 comunas pasaron a formar parte; cuatro del nuevo cantón de Saint-Cyr-sur-Loire y una del nuevo cantón de Vouvray.